# Бигор Доленци
Бигор Доленци (мкд. Бигор Доленци) су насеље у Северној Македонији, у западном делу државе. Бигор Доленци припадају општини Кичево.

## Географија
Насеље Бигор Доленци је смештено у средишњем делу Северне Македоније. Од најближег већег града, Кичева, насеље је удаљено 5 km југоисточно.
Рељеф: Бигор Доленци се налазе у Доњекичевском крају, која обухвата средишњи део слика реке Треске. Село је положено изнад долине реке на југу и планине Коњаник на северу. Преко реке издиже се планина Баба Сач. Надморска висина насеља је приближно 620 метара.
Клима у насељу је континентална.

## Становништво
Бигор Доленци су према последњем попису из 2002. године имала 156 становника.
Већинско становништво су етнички Македонци (100%).
Претежна вероисповест месног становништва је православље.